# Mary Stävin
Mary Ann-Catrin Stävin (Örebro, 20 de agosto de 1957) es una actriz, modelo y reina de belleza sueca, ganadora del concurso Miss Mundo 1977 en Londres.

## Carrera como actriz
Mary actuó en dos películas del agente secreto James Bond, protagonizadas por Roger Moore: Octopussy (1983) y A View to a Kill (1985). Otros créditos en el cine incluyen House (1986), Open House (1987), Alien Terminator (1988), The Opponent (1988), Strike Commando 2 (1988), Born to Fight (1989) y Howling V: The Rebirth (1989). En televisión apareció en la serie Twin Peaks (Temporada 1, Episodio 6).